# Mercado al aire libre de San José
El Mercado al aire libre de San José (en inglés: San Jose Flea Market) que está ubicado en el corazón de Silicon Valley, en California, Estados Unidos, fue fundado por George Bumb Sr. en marzo de 1960. Su idea de abrir un mercado de pulgas o mercadillo se desarrolló mientras trabajaba en el negocio de los residuos y vertederos sólidos. 
Bumb fue testigo del desecho de gran variedad de artículos y decidió que podría obtener un beneficio de estos artículos. Después de visitar mercados en Los Ángeles y París en busca de inspiración, George Bumb Sr. estableció el Mercado de Pulgas de San José en el 1590 Berryessa Road en San José, California. Él compró 120 acres (49 ha) de una antigua planta de procesamiento de carne y la remodeló para crear un mercado con unos 20 vendedores iniciales y solo 100 clientes por día. Ahora, el San Jose Flea Market es el mercado al aire libre más grande de los EE. UU. y se ha convertido en un hito de California, con más de cuatro millones de visitantes cada año.